# Best Friend (Sofi Tukker)
Best Friend is een nummer van het Amerikaanse duo Sofi Tukker uit 2018, in samenwerking met het Australische duo NERVO, het Amerikaanse duo The Knocks en de Japanse zangeres Alisa Ueno. Het is de derde single van Sofi Tukkers debuutalbum Treehouse.
"Best Friend" gaat over vriendschap, eerlijk zijn met elkaar, vorige vriendschappen herinneren en nieuwe vriendschappen maken. Het nummer flopte in de Amerikaanse Billboard Hot 100 met een 81e positie. In Nederland was het nummer ook niet zeer succesvol; daar haalde het de eerste positie in de Tipparade. In Vlaanderen werd het nummer juist wel een hit; het haalde de 10e positie in de Vlaamse Ultratop 50.
Het nummer was een van de soundtracks in de voetbalgame FIFA 18.